# Jacobus van Tongeren
Jacobus „Ko“ van Tongeren (* 19. August 1913 in Haarlem; † 6. Mai 1996 in Velsen) war ein niederländischer Kanute.

## Leben
Ko van Tongeren nahm an den Olympischen Sommerspielen 1936 in Berlin teil. Er erreichte dort im Kajak-Einer über 10.000 Meter den vierten Platz und verpasste so eine Medaille.